# Tania Vicenzino
Tania Vicenzino (née le 1er avril 1986 à Palmanova) est une athlète italienne, spécialiste du saut en longueur. Elle mesure 1,67 m pour 67 kg, et appartient à la société d'athlétisme de l'Esercito (armée de terre). 

## Biographie
Tania Vicenzino remporte la médaille d'or aux Jeux méditerranéens 2009 avec son record personnel porté à 6,54 m.
À Grosseto, lors des mondiaux juniors de 2004, pour sa première grande compétition internationale, elle avait battu son record avec 6,18 m. Depuis 2007, elle a remporté cinq titres consécutifs de championne d'Italie au saut en longueur.
À Chiasso, elle bat son record personnel en 6,57 m, le 20 juin 2012. Lors des Jeux méditerranéens 2013, à Mersin, elle remporte la médaille de bronze en 6,38 m, au dernier essai, confirmant son titre précédent, puis le 3 juillet à Nembro, elle saute 6,50 m.
Le 31 mai 2015 à Weinheim, elle réalise 6,59 m, son second meilleur saut, après la mesure de 6,65 m obtenue à Gavardo le 18 mai 2014.

## Palmarès
| Date | Compétition                       | Lieu        | Résultat | Marque |
| ---- | --------------------------------- | ----------- | -------- | ------ |
| 2009 | Jeux méditerranéens               | Pescara     | 1re      | 6,54 m |
| 2011 | Championnats d'Europe par équipes | Stockholm   | 10e      | 6,23 m |
| 2013 | Jeux méditerranéens               | Mersin      | 3e       | 6,38 m |
| 2014 | Championnats d'Europe par équipes | Brunswick   | 4e       | 6,51 m |
| 2015 | Championnats d'Europe par équipes | Tcheboksary | 8e       | 6,29 m |
| 2019 | Championnats d'Europe en salle    | Glasgow     | 6e       | 6,58 m |
| 2019 | Championnats d'Europe par équipes | Bydgoszcz   | 8e       | 6,27 m |